# 苏联民航3号班机空难
自苏俄莫斯科起飞，原定飞往堪察加彼得罗巴甫洛夫斯克的苏联民航3号班机于1962年9月3日航行中失控，从4500米高空坠落，于距离哈巴罗夫斯克约90公里外的沼泽中坠毁。机上86人全部死亡。本次事故在当时是图-104型飞机伤亡最惨重的事故。

## 航机相关
执飞本次航班的是图-104型双米库林-AM3M发动机飞机，注册编号CCCP-42366，于1958年9月27日交付苏联民航哈巴罗夫斯克民航分局。航机上有70个座位，但本次事故中有79名乘客登机，故本次飞行属于超载。事发前，本机已飞行4426小时，起落1760次。

## 机上人员
在79名乘客中有58名成人和21名儿童，机组成员中有机长、副机长、领航员、飞行工程师和无线电操作员各一名，此外还有两名空服员。

## 事故过程
飞行过程中，空管建议机组从已有的特罗伊斯科伊空中走廊飞行。在这条空中走廊附近，有中等程度的积云。机组在4000米高空停止和空管的联系。当地时间21时39分，机组联系了另一处空管，获得了上升至8000米高度的许可。和空管通信约1分37秒后，飞机在4500米高度上变得难以控制。飞行员对必须沿着空中走廊作剧烈的转弯表达了不满，36秒后飞机坠毁在沼泽中。机上人员全数遇难。

## 事故起因
官方没有发现事故的起因，但提到如果开启自动飞行功能就有可能避免事故。事故调查组作出了如下结论：微调器和微调器副翼的电子控制装置可能被意外启动，其中后者更为危险。在无法控制方向舵的前提下，飞机仍能够飞行，但这样会显著地提高驾驶的难度。如果启用自动飞行功能后再激活微调器的话，用轮圈卡扣保持飞机的平衡，那么此时关闭自动飞行功能就会发生危险。
值得注意的是，民间的调查委员会没有获得调查“军事机密”记录的权限。这引发了一种猜测，即飞机可能是被地对空导弹意外击中然后坠毁的。